# Marple
Marple – wieś w Anglii, w hrabstwie ceremonialnym Wielki Manchester, w dystrykcie metropolitalnym Stockport. Leży 14 km na południowy wschód od centrum miasta Manchester. Miejscowość liczy 23 480 mieszkańców.
W 2008 roku w Marple został założony indiepopwy zespół Dutch Uncles.